# Robert Turner Curtis
Robert Turner Curtis (* 1946) ist ein britischer Mathematiker, der sich mit Gruppentheorie befasst.
Curtis besuchte 1951 bis 1957 die Schule in Winkleigh (North Devon) und danach bis 1964 die Schule in Crediton in Devon. Ab 1964 studierte er Mathematik an der Universität Cambridge (Sidney Sussex College) mit dem Bachelor-Abschluss 1967 und der Absolvierung von Teil 3 der Tripos-Prüfungen  1968. Er wurde 1972 bei John Horton Conway in Cambridge promoviert (On the Mathieu Group M 24 and related topics) und war als Post-Doktorand am Caltech. Er ist mit John Horton Conway, Simon Norton, Richard A. Parker, Robert Arnott Wilson Autor des Atlas of Finite Groups von 1985, als Ergänzung des Klassifierungsprogramms endlicher einfacher Gruppen wichtige Eigenschaften dieser Gruppen zusammengestellt wurden. Dafür hatte er 1972 bis 1979 eine Forschungsstelle in der Gruppe von Conway in Cambridge, war aber auch 1976 bis 1979 Gastprofessor am Bowdoin College in den USA. 1979 bis 1980 reiste er durch Lateinamerika. 1980 wurde er Lecturer an der University of Birmingham, an der er 1991 Senior Lecturer, 1996 Reader und 1998 Professor wurde.

## Schriften
- John Horton Conway, Simon Norton, Richard A. Parker, Robert Arnott Wilson: Atlas of Finite Groups, Maximal Subgroups and Ordinary Characters for Simple Groups. Oxford University Press, 1985, ISBN 0-19-853199-0.